# 萌音
萌音（もね）とは、2005年よりコナミから発売されているドラマCDシリーズ。「萌」と「音」の融合を目指している。本編はchapter1からchapter8まであり、そのほかにもボーカルCDが2巻、サントラが1巻出ている。正式名称は「めろ＠ドラマCD萌音」。

## 概要
本作はドラマパート「萌ドラ」、声優による懐メロのカバー「萌歌」そして着ボイス「着萌」の3点から成り立っている。
ドラマパートの舞台は、創立100年に及ぶ伝統あるカトリック系私立高校、萌木（もえぎ）学園。主人公でアイドル志望の松浦萌を中心に、彼女のファンでもある友人森永小枝、柴崎涼香といったキャラクター達によるドラマ。本作には魔法やミリタリー、スポーツといった要素はまったく存在しない、「純学園物」とでも呼ぶべきものである。
本作の楽曲（ボーカル曲「萌うた」と呼ばれる）はオリジナルのものは無く、すべて担当声優による懐メロのカバーである。chapter1〜8には毎巻3曲ずつ収録されており、それぞれの着メロもメドレー形式で収録されている。
着ボイス「着萌」は毎巻担当声優により50個のセリフが収録されている。
「萌うた」と「着萌」は毎回後藤沙緒里が参加している。
製作プロデューサーは前澤ヒデノリ。

## 登場人物
- 松浦萌（まつうら もえ）

声優：後藤沙緒里
ドラマ主人公
アイドル志望でクラスでもアイドル的存在。本番に弱い性格。
- 森永小枝（もりなが さえ）

声優：小清水亜美
萌の親友
自ら萌の一番のファンであると公言する。
- 柴崎涼香（しばさき すずか）

声優：白石涼子
萌のライバル
素直でなくプライドが高いが実はいい人。いわゆるツンデレ。
- 和音稟（かずね りん）

声優：野中藍
萌木学園の音楽教師
少々ドジでおっちょこちょいなところがあるが生徒たちには人気がある。
- 松嶋友萌（まつしま ともえ）

声優：さくら
美人恋愛心理カウンセラー
ラジオ番組のパーソナリティを務める。音楽教師の稟と友人。
- ヨン・ソニ（よん そに）

声優：大河内雅子
韓流キャラ
明朗快活。丁寧なですます調で話す。
- 紅耀子（くれない ようこ）

声優：鹿野優以
バンド志向の超絶テクのギタリスト。
何かと一言多い。あこと仲が良い。
- 犬塚あこ（いぬつか あこ）

声優：あこ
ボーカリスト志望
萌とは違い本番に強い性格。耀子と仲が良い。
- 神條豪（かみじょう つよし）

声優：三宅淳一
爽やか系スポーツマンで人気者
頭脳より本能で動くタイプ。何を考えているのかわからないところもある。
- 久保紘史（くぼ ひろし）

声優：馬場圭介
コワイもの知らず。
言動は過激。時々、妙なギャグを言う。
- 江中一也（えなか かずや）

声優：森岳志
いわゆる「いい人」
他人の相談にのるばかりで自身の恋愛はなかなか上手くいかない。
- 古葉均（こば ひとし）

声優：高橋裕吾
男だけど心は女
オネエ系。実は某クラブでバイトをしている。
- 北嶋勇気（きたじま ゆうき）

声優：菅沼久義
現役アイドル
萌とは幼なじみ。気が弱いところがあるが、優しくていい人。
- 春日浩之（かすが ひろゆき）

声優：高橋裕吾
稟先生が学生時代に憧れていた人。
- 細井利子（ほそい りこ）

声優：中西悠
謎の占い師
文化祭で人気の占い師。細木数子を彷彿とさせる「○○に落ちるわよ!」などという言動が特徴。
- 大倉かりん（おおくら かりん）

声優：今野宏美
不思議ちゃん
小倉優子を彷彿とさせる「かりん星からやってきた天然系の不思議ちゃん」

## ラジオ
萌音 放課後ラヂオ 萌木学園放送部
2005年8月より2006年3月までコナミdbFMにおいて放送。パーソナリティーは後藤沙緒里と小清水亜美。

## CD

### ドラマCD
- まんすりぃ 萌音 chapter.1 〜ひと夏の経験〜（2005年8月24日、GFCA-10）
- まんすりぃ 萌音 chapter.2 〜ノスタルジー〜（2005年9月21日、GFCA-11）
- まんすりぃ 萌音 chapter.3 〜ハロー!ハロウィン!〜（2005年10月19日、GFCA-12）
- まんすりぃ 萌音 chapter.4 〜merry merry X'mas〜（2005年11月23日、GFCA-13）
- まんすりぃ 萌音 chapter.5 〜みんなのお正月〜（2005年12月21日、GFCA-14）
- まんすりぃ 萌音 chapter.6 〜はっぴぃ! バレンタイン〜（2006年1月18日、GFCA-15）
- まんすりぃ 萌音 chapter.7 〜別れの予感〜（2006年2月22日、GFCA-16）
- まんすりぃ 萌音 chapter.8 〜じゃあね〜（2006年3月24日、GFCA-17）

### サウンドトラック
- まんすりぃ 萌音 ぼーかるこれくしょん Vol.1（2005年12月21日、GFCA-18）
- まんすりぃ 萌音 ぼーかるこれくしょん Vol.2（2006年2月22日、GFCA-19）
- まんすりぃ 萌音 さうんどとらっく（2006年3月24日、GFCA-20）